# Indothrix
Indothrix (лат.) — род ос-блестянок из подсемейства Amiseginae. 2 вида.

## Распространение
Южная Азия.

## Описание
Мелкие осы-блестянки. Затылочный киль развит, щёчные бороздки заметные. Мезоплеврон без бороздок и валиков. Пронотум выпуклый, примерно равен (0,9—1,0) комбинированной длине скутума, скутеллюма и метанотума вместе взятых. Самцы крылатые с очень длинными усиками (длиннее всего тела). Самки неизвестны. Коготки лапок с мелким суббазальным зубцом. Паразитоиды. Таксон был впервые описан в 1957 году американским гименоптерологом Карлом Кромбейном (Karl V. Krombein; Department of Entomology, National Museum of Natural History, Smithsonian Institution, Вашингтон, США).

## Систематика
2 вида.
- Indothrix longicornis Krombein, 1957 — Индия[2]
- Indothrix wijesinhei Krombein, 1983 — Шри-Ланка